# Ljubica Sokić
Ljubica Cuca Sokić (en cyrillique : Љубица Цуца Сокић), née le 9 décembre 1914 à Bitola et morte le 9 janvier 2009 à Belgrade, était un peintre serbe.

## Biographie
Ljubica Sokić a suivi ses études d'art à Belgrade et à Paris puis elle a travaillé et exposé à Paris de 1936 à 1939. En 1940, de retour à Belgrade, elle a participé à la fondation du groupe Desetorica (le groupe des « dix »). En plus de la peinture, elle illustrait des livres et des revues.
De 1948 à 1972, Ljubica Sokić a été professeur à l’Académie des Beaux-Arts de Belgrade. En 1968, elle est devenue membre correspondant de l'Académie serbe des sciences et des arts puis, en 1978, membre de plein droit.